# 1980年中国大陆
| 中国历史 / 中国历史年表 |
| 世紀： 19世纪中国 / 20世纪中国 / 21世纪中国 |
| 年代： 1950年代中国大陆 / 1960年代中国大陆 / 1970年代中国大陆 / 1980年代中国大陆 / 1990年代中国大陆 / 2000年代中国大陆 / 2010年代中国大陆                     |
| 年份： 1976年中国大陆 / 1977年中国大陆 / 1978年中国大陆 / 1979年中国大陆 / 1980年中国大陆 / 1981年中国大陆 / 1982年中国大陆 / 1983年中国大陆 / 1984年中国大陆 |
| 纪年： 庚申年（猴年）、中华人民共和国成立31周年 |

## 黨和國家領導人

### 中共領導人
- 中共中央主席：華國鋒
- 中共中央總書記：胡耀邦（自1980年2月）
- 中共中央軍委主席：華國鋒

### 國家元首
- 國家主席：不設立
- 全國人大常委會委員長：葉劍英

### 政府首腦
- 國務院總理：華國鋒→趙紫陽

## 大事記

### 1月
- 1月1日——北京首都國際機場一號航站樓投入服務。

### 2月
- 2月29日——中共中央恢復設立總書記職務，由中共中央秘書長胡耀邦出任。

### 3月
- 3月8日——宋慶齡在全國婦聯舉行紀念「三八」國際婦女節七十周年聯歡會上致辭，期望台灣姐妹回大陸探親訪友，為台灣回歸祖國，實現祖國統一大業而共同奮鬥[1]:571。

### 4月
- 4月23日——中共中央政治局扩大会议召开，会议通过了中共中央副主席邓小平提出的《关于丧失工作能力老同志不当十二大代表和中央委员候选人的决定》，是“废除干部领导职务终身制”的开端。[2]

### 5月
- 5月17日——中共中央為已故國家主席劉少奇舉行追悼大會。
- 5月18日——中国向南太平洋预定海域发射的第一枚洲际导弹东风-5型洲际弹道导弹获得成功，射程9068千米。

### 6月
- 6月17日——中国科学家彭加木在新疆罗布泊进行科学考察时失踪。
- 6月19日——中共中央发出《关于处理文化大革命中一些干部在报刊和文件上被点名批判问题的通知》——宣布一律平反。

### 7月
- 7月1日——中國國務院通過《關於推動經濟聯合的暫行規定》。
- 7月1日——中國重慶長江大橋竣工通車。

### 8月
- 8月18日——中共中央副主席邓小平在中共中央政治局扩大会议上发表了《党和国家领导制度的改革》的讲话（俗称“8.18讲话”），提出对现行制度存在的官僚主义、权力过分集中、家长制、干部领导职务终身制等各种弊端必须进行改革，而8.18讲话也成为了1980年代中国政治体制改革的开端。[3][4][5]
- 8月26日——中华人民共和国第五届全國人大常委會第十五次会议决定：在中国广东省的深圳、珠海、汕头和福建省的厦门设置经济特区[1]:571。第五届全国人民代表大会常务委员会第十五次会议批准《广东省经济特区条例》，经济特区相继建立[6]:13。

### 9月
- 9月10日——趙紫陽接替華國鋒出任中華人民共和國國務院總理。

### 10月
- 10月16日——中国进行目前为止最后一次大气层核试验。